# Servan (raisin)
Pour les articles homonymes, voir Servan.

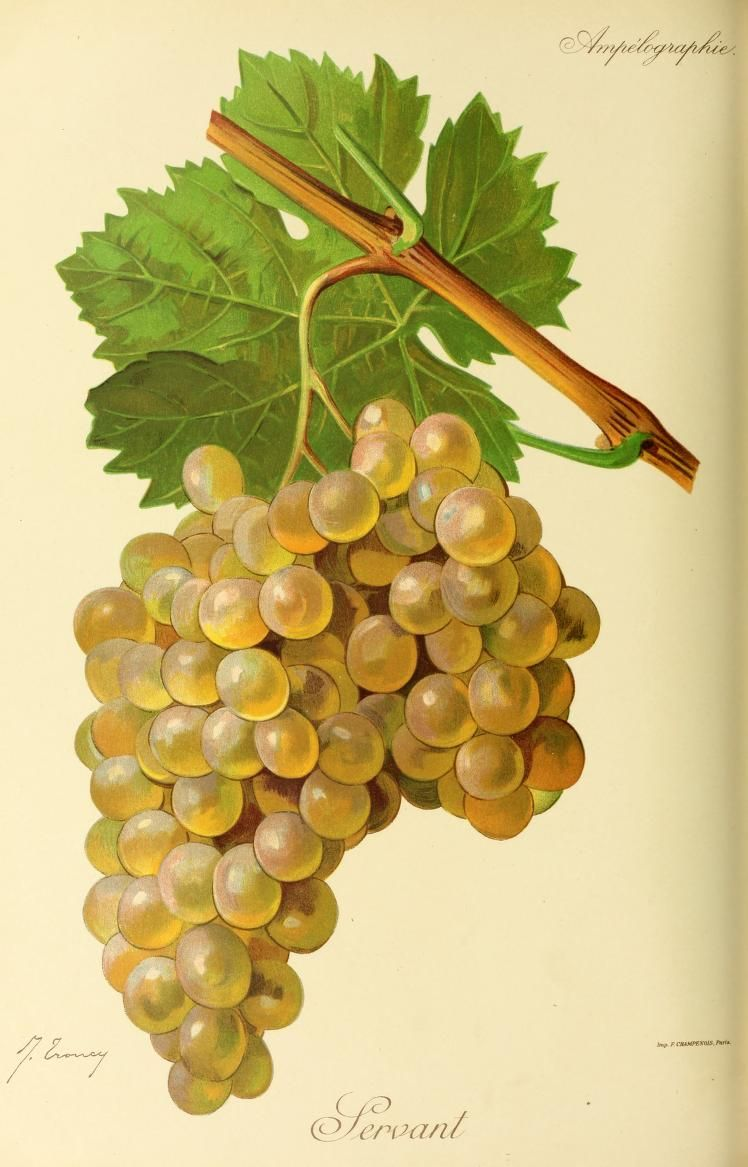
Servant par Jules Troncy dans l'"Ampélographie : traité général de viticulture" de P. Viala & V. Vermorel.

Le servan, ou servant, est un raisin de table tardif dont le terroir se situait exclusivement dans les communes de Valbonne, Plascassier, Opio et Biot dans les Alpes-Maritimes.

## Histoire
Dans les années 1910 à l'initiative d'un certain monsieur Périssol, un cépage le Servant dont la provenance était probablement l'Hérault ou le Gard est développé dans une zone très limitée, sur des collines bien exposées à une hauteur de 200-300 m sur un sol argilo-calcaire développant des qualités gustatives particulières.
La production était exportée en Europe et avoisinait les 300-400 tonnes en 1929. Cannes et Nice en absorbaient 3 tonnes par jour.
Au cours de la seconde moitié du XXe siècle, la concurrence des productions étrangères et les transports frigorifiques ont provoqué progressivement le déclin puis l'abandon commercial de cette production.
Aujourd'hui, une vigne communale et quelques vignerons valbonnais continuent à perpétuer la tradition.

## Procédé

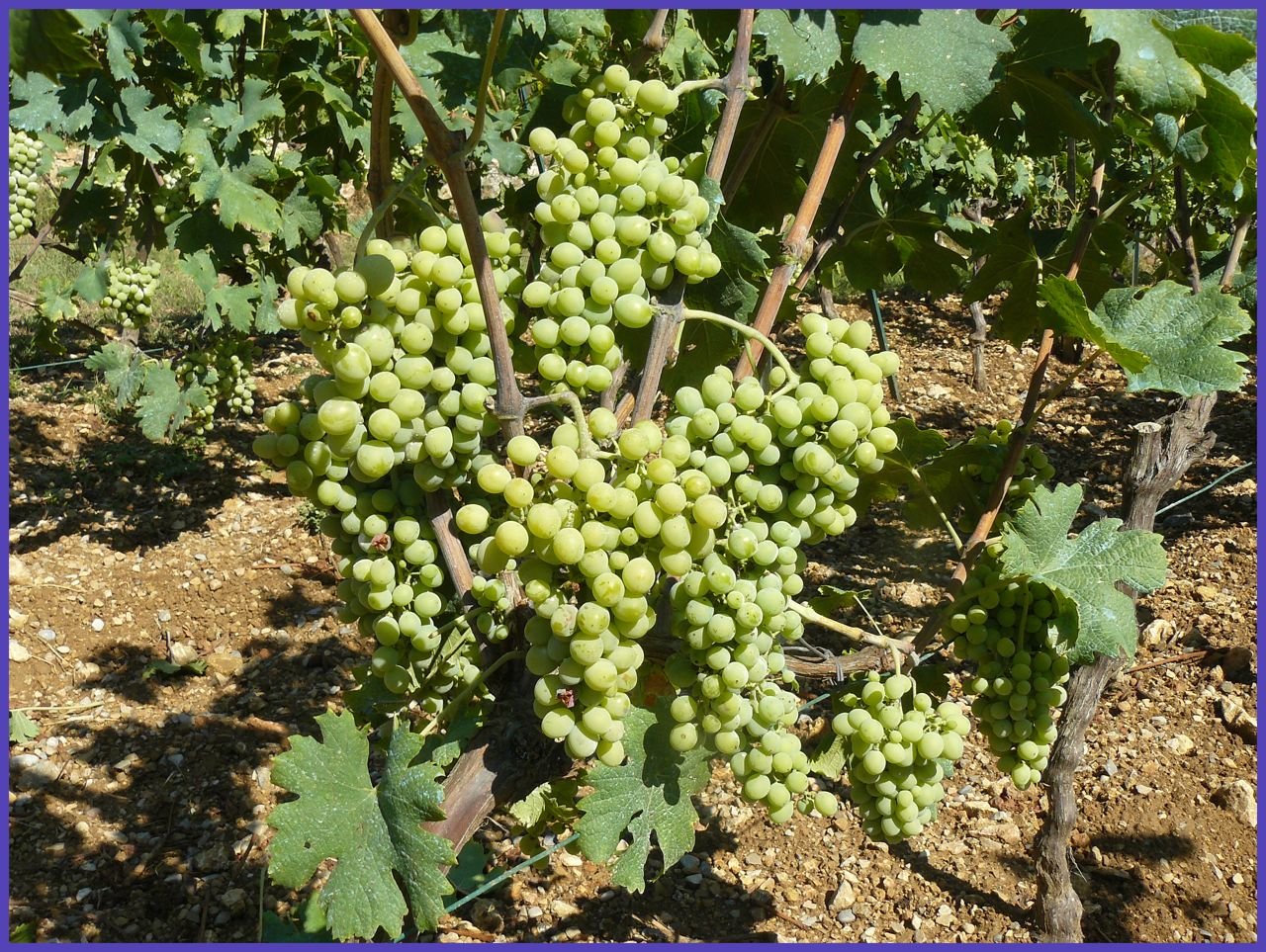
Grappes de Servan

### Vendange
La vendange se fait de mi-octobre à mi-novembre. Les grappes les plus remarquables sont prélevées attachées à leur sarment qui doit faire une longueur de 25 cm environ et déposées à plat dans des corbeilles tressées permettant leur transport sans dommages.
Les grappes impropres à la conservation sont vinifiées.

### Conservation
Après un dernier contrôle et élimination des grains de raisin abîmés, les grappes sont placées dans des chambres de conservation : Les sarments sont plongés dans des bocaux en verre remplis d'eau. 
Chaque bocal accueille cinq à huit serments, les grappes pendant vers l'extérieur. Les bocaux sont déposés sur des étagères contre les murs.
Une surveillance quotidienne est nécessaire car la température à l'intérieur de la pièce doit être maintenue entre 4 et 5 degrés et le degré d'humidité constant afin d'empêcher les moisissures et le dessèchement du fruit.

### Résultat
Ce procédé, bien maîtrisé permet l'obtention d'un raisin de table tardif, sucré et doré pouvant être conservé jusqu'à Pâques.